# Staatsbürgerkunde
Staatsbürgerkunde (von den Schülern meist „Stabü“ abgekürzt) war in der DDR in der 9. und 10. Klasse und ab 1969 von der 7. bis zur 10. Klasse an den Polytechnischen Oberschulen (POS) sowie bis zur 12. Klasse an den Erweiterten Oberschulen (EOS) sowie in der Berufsschule ein Unterrichtsfach.
Im Zuge der Wende und friedlichen Revolution in der DDR setzte das Ministerium für Volksbildung am 6. November 1989 unter dem Druck der Öffentlichkeit die Lehrpläne zusammen mit denen des Wehrunterrichts außer Kraft.

## Inhalt und Ziel des Unterrichts
Zu den Inhalten gehörte die Einführung in die Marxistische Philosophie, in die Politische Ökonomie des Kapitalismus und des Sozialismus sowie in den Wissenschaftlichen Sozialismus.
Das Unterrichtsfach war Teil des „einheitlichen sozialistischen Bildungssystems der DDR“ und stellte die Herausbildung des  „Klassenstandpunktes“ der Schüler in den Mittelpunkt. Der Unterricht war eng verknüpft mit den in die Schulen integrierten politischen Jugendorganisationen Pioniere und FDJ. Die Wissensvermittlung in diesem Unterrichtsfach stellte das „Kollektiv“ in den Mittelpunkt. „Der Schritt erfolgt vom Ich zum Wir“ war eine Losung in der DDR.
Der Staatsbürgerkundeunterricht sollte den Schülern ein „gefestigtes Klassenbewusstsein“ und das „Bekenntnis zum Arbeiter- und Bauernstaat“ vermitteln und sie zu „bewussten Staatsbürgern“ der DDR erziehen. Dazu wurde den Schülern Wissen über den Staatsaufbau, die seit 1968 in der Verfassung festgeschriebene „führende Rolle der SED“, die Rechte und Pflichten des DDR-Bürgers und die Ideologie des Marxismus-Leninismus vermittelt. Dabei war es von großer Bedeutung, dass das sozialistische System dem kapitalistischen System als überlegen gegenübergestellt wurde. Der Sieg des Sozialismus/Kommunismus über den Kapitalismus wurde als gesetzmäßig dargestellt. Als besonders wichtig galt die Vermittlung der „unverbrüchlichen Freundschaft“ der DDR mit der Sowjetunion und die Darstellung der „herrschenden Klassen“ in den USA und der Bundesrepublik Deutschland als „Klassenfeinde“.